# Zeda Tsvirmindi
Zeda Tsvirmindi (en georgiano y esvano: ზედა წვირმინდი) es una aldea de Georgia ubicada en el noreste de la región de Mingrelia-Alta Esvanetia, siendo parte del municipio de Mestia.

## Geografía
Zeda Tsvirmindi está situado en el valle del río Kasleti, a 8 km de Jaishi y a 70 km de Mestia. La aldea es parte de la región histórica de Esvanetia y se administra desde el pueblo de Jaishi.

## Demografía
La evolución demográfica de Zeda Tsvirmindi entre 2002 y 2014 fue la siguiente:
| 0                                               | 3 |
| (Fuente: Population of Georgia in Soviet times) |   |

Según el censo de 2014, los georgianos (esvanos) constituían el 100% de la población.

## Economía
La ganadería se desarrolló durante el período soviético.